# Antiseptik
Antiséptik je učinkovina, ki uničuje mikroorganizme na koži in sluznicah ali preprečuje njihovo razmnoževanje. Soroden izraz je razkužilo, vendar gre pri razkužilih za uporabo na površinah oziroma neživih predmetih. Med seboj se razlikujejo  po kemijski strukturi, mehanizmu delovanja, učinkovitosti ter področju in načinu uporabe. Mednje spadajo na primer določeni alkoholi, bigvanidi, fenoli ...

## Uporaba
Antiseptiki se na koži in sluznicah uporabljajo za različne namene, na primer:
- preprečevanje okužb kože po poškodbah, kot so ureznine, praske, manjše opekline;
- razkuževanje rok (zdravstvenih delavcev);
- razkuževanje kože ali sluznic pred posegom (na primer pred odvzemom krvi ali pred operativnim posegom);
- v obliki ustnih vod, pastil in drugih farmacevtskih oblik za zdravljenje okužb žrela, grla, ustne votline, dlesni.[2]

## Vrste antiseptikov
Glede na učinek na različne vrste mikroorganizmov jih lahko razdelimo na:
- bakteriostatične (zavrejo rast bakterij)
- fungistatične (zavrejo rast gliv)
- virostatične (zavrejo rast virusov)
- baktericidne (uničijo bakterije)
- fungicidne (uničijo glive)
- virocidne (uničijo viruse)

Antiseptiki delujejo predvsem proti vegetativnim oblikam mikroorganizmov, pogosti proti njihovim sporam niso učinkoviti. Če so učinkoviti tudi proti sporam, so lahko:
- sporostatični (zavrejo razvoj spor)
- sporocidni (uničijo spore)

### Antiseptiki glede na kemijsko zgradbo
| Skupina                        | Predstavniki                                                                                        | Učinkovitost | Mehanizem delovanja |
| ------------------------------ | --------------------------------------------------------------------------------------------------- | --- | --- |
| Alkoholi                       | - etanol - izopropanol - propan-1-ol                                                                | Delujejo baktericidno, fungicidno in virucidno; neučinkoviti proti bakterijskim in glivnim sporam ter virusov brez ovojnice.                          | Uničijo strukturo beljakovin v membranah in v citoplazmi mikroorganizmov.                                                     |
| Anilidi                        | - triklokarban                                                                                      | Aktivni proti grampozitivnim bakterijam; učinkovitost proti gramnegativnim bakterijam in glivam je slabša.                                            | Spremenijo prepustnost celične membrane mikroorganizma in povzročijo celično smrt.                                            |
| Bigvanidi                      | - klorheksidin                                                                                      | Delujejo baktericidno in bakteriostatično (predvsem učinkoviti proti grampozitivnim bakterijam), virustatično in fungistatično, ne uničujejo pa spor. | Poškodujejo citoplazemsko membrano mikroorganizmov ter tako spremenijo njeno prepustnost, ovirajo delovanje celičnih encimov. |
| Spojine, ki sproščajo halogene | - klorove spojine (hipoklorna kislina, natrijev hipoklorit ...) - jodove spojine (jod, povidon-jod) | Delujejo baktericidno, fungicidno, virucidno in sporocidno; klorove spojine imajo močnejši učinek od jodovih.                                         | Delujejo kot oksidanti in poškodujejo beljakovine in druge komponente mikroorganizmov.                                        |
| Kvaterne amonijeve spojine     | - cetilpiridinijev klorid                                                                           | Delujejo baktericidno, fungicidno in virucidno. | Adsorpirajo se na celično membrano in spremenijo njeno prepustnost.                                                           |